# Calophyllum poilanei
Calophyllum poilanei là một loài thực vật có hoa trong họ Calophyllaceae. Loài này được Gagnep. ex P.F.Stevens mô tả khoa học đầu tiên năm 1980.